# Platigliolepas
De Platigliolepas is een 2908 meter hoge bergpas op de grens van de Noord-Italiaanse regio's Lombardije en Trentino-Alto Adige. Vanaf de Stelviopas is de pas te bereiken via een zeer steile steenslagweg. Deze weg wordt gebruikt als verbinding met het zomerskigebied rondom de Monte Livrio en is voor normaal verkeer afgesloten.
Wandelaars kunnen de Platigliolepas vanaf de pashoogte van de Stelvio in een half uur bereiken. Vanaf de top heeft men uitzicht op de gletsjers van het Ortlermassief, de karakteristieke Cresta della Reit en de Italiaans/Oostenrijkse Similaun. Ten westen van de pas ligt de gemakkelijk te beklimmen Monte Scorluzzo.
Agnello · Aprica · Assietta · Baremone · Brenner · Brocon · Cadibona · Capannelle · Campolongo · Costalunga · Croce Dominii · Cuvignone · Duran · Esischie · Falzarego · Fauniera · Fedaia · Finestre · Forcola di Livigno · Foscagno · Gardena · Gavia · Giau · Giogo di Bala · Grote Sint-Bernhard · Jaufen · Joux · Kleine Sint-Bernhard · Lavaze · Leonessa · Lombarda · Maddalena · Manghen · Maniva · Mendel · Montgenèvre · Mont-Cenis · Monte Cristo · Mortirolo · Nigra · Nivolet · Penser Joch · Platigliolepas · Pfitscherjoch · Plöcken · Pordoi · Pratoriscio · Predil · Presolana · Reschen · Rolle · Sampeyre · San Carlo · San Marco · San Pellegrino · San Zeno · Scale · Sella · Sestriere · Sommeiller · Splügen · Staller Sattel · Staulanza · Stelvio · Tenda · Timmelsjoch · Tonale · Tre Croci · Tremalzo · Umbrail · Val Bighera · Valcavera · Valles · Valparola · Via del Sale · Vivione · Würz